# نومن (نام رومی)
نومن (nomen gentilicium) نامی ارثی بود که توسط مردم ایتالیای رومی و بعداً توسط شهروندان جمهوری روم و امپراتوری روم به کار رفت.